# Józef Bilczewski
Józef Bilczewski, född 26 april 1860 i Wilamowice i södra Polen, död 20 mars 1923 i Lwów, Polen, var romersk-katolsk ärkebiskop av Lwów och professor i teologi vid Lwóws universitet. Józef Bilczewski vördas som helgon inom Romersk-katolska kyrkan. Hans helgondag firs den 20 mars.
Bilczewski prästvigdes 1884. 1891 utsågs han till professor i dogmatik vid Lwóws universitet. Påven Leo XIII utnämnde år 1900 Bilczewski till ärkebiskop av Lwów (latinsk rit). Som ärkebiskop organiserade han kurser för präster som ville ägna sig åt karitativ verksamhet bland fattiga och sjuka. Han lät även uppföra ett flertal nya kyrkobyggnader i stiftet.
Under första världskriget sökte han underlätta för de av kriget drabbade människorna i Galizien. Under det polsk-ukrainska kriget 1918-1919 anordnade han livsmedelskonvojer till det belägrade Lwów.
Józef Bilczewski saligförklarades 2001 av påven Johannes Paulus II. Den 23 oktober 2005 utropades han till helgon av Benedictus XVI.